# Galvanisme
Galvanisme is:

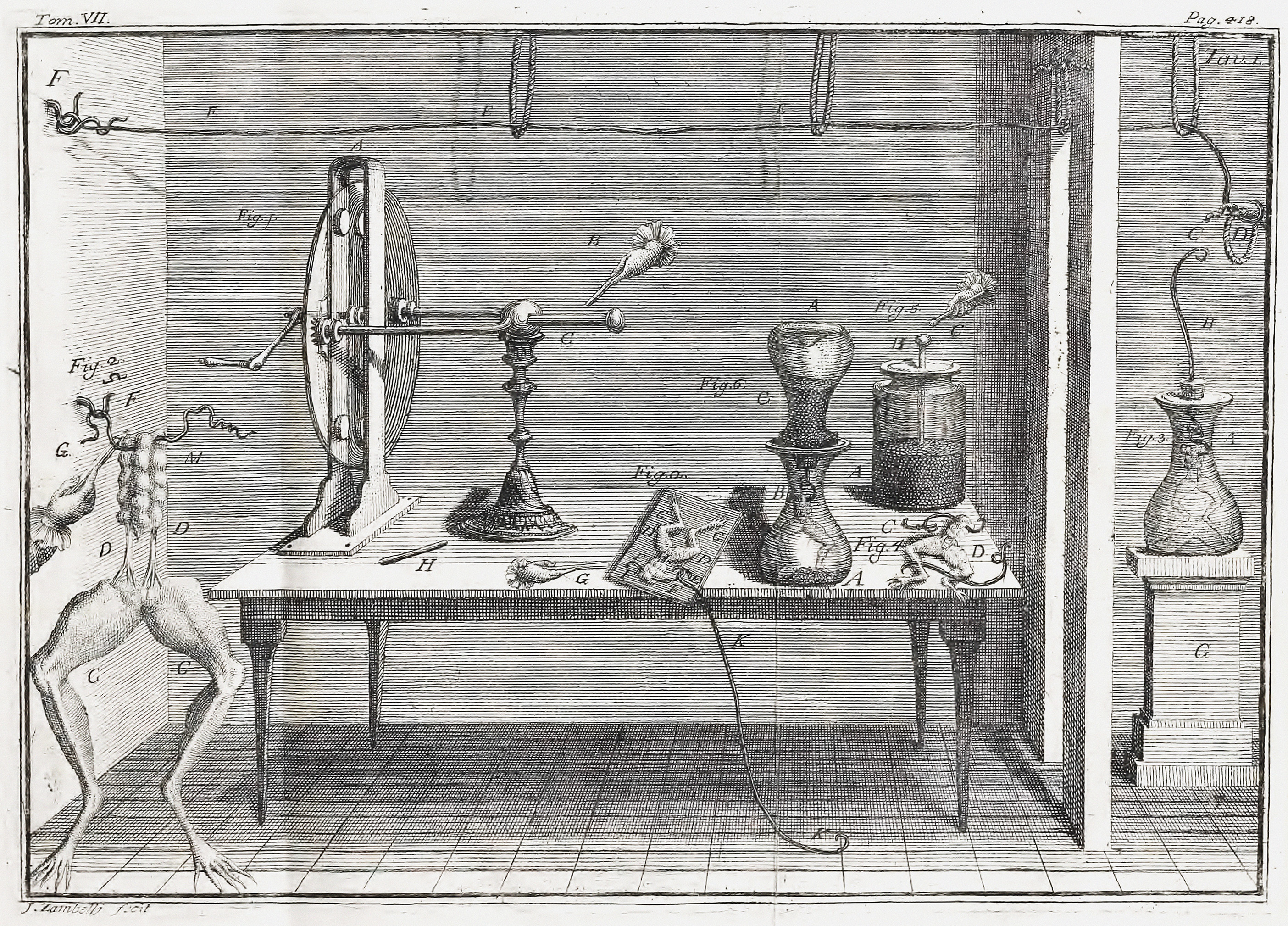
Galvani's experimenten

- in de biologie het samentrekken van een spier onder invloed van een elektrische stroom.
- in de natuurkunde en scheikunde de inductie van elektriciteit van een scheikundige reactie, meestal tussen twee stoffen met verschillende elektronegativiteit.

## Geschiedenis
Het effect is door Alessandro Volta naar zijn tijdgenoot, de wetenschapper Luigi Galvani, genoemd. In 1780 ontdekt Galvani dat spieren in een geprepareerde kikkerpoot samentrokken onder invloed van elektriciteit. Met een verkregen elektriseermachine en een Leidse fles was Galvani begonnen met experimenteren van spierstimulatie via elektriciteit. Toen hij in 1786 de kikkerpoot, die aan een metalen haak hing, aanraakte met een ander metaal zag hij dat deze bewoog. Hij meende toen - ten onrechte - de dierlijke elektriciteit te hebben ontdekt, die de levenskracht is die alles laat bewegen. Volta meende dat de waargenomen elektriciteit veroorzaakt werd door de metalen instrumenten waarmee de kikker ontleed werd. Dit inzicht van Volta leidde tot de uitvinding van de batterij.
Galvani wist ook spiersamentrekking teweeg te brengen door elektrostatische vonken in de nabijheid van de kikkerpoot en ondervond dat dit effect sterker werd naarmate de zenuwen werden verlengd met lange metalen draden. Waarschijnlijk was dit het eerste geval van spierstimulatie via radiografische besturing.
Tegenwoordig wordt het bestuderen van galvanische effecten in de biologie elektrofysiologie genoemd. De term galvanisme wordt alleen nog in historische context gebruikt, of om het tot leven brengen van organismen met behulp van elektriciteit aan te duiden (zoals in Mary Shelleys boek Frankenstein wordt beschreven). Dit laatste werd door victoriaanse wetenschappers als een reële mogelijkheid gezien.